# Мосионжик, Броня Шлёмовна
Бро́ня Шлёмовна Мосио́нжик (также Бронислава Мосионжик, урождённая Гойхенберг; род. 29 декабря 1941) — советская и российская шахматистка, одиннадцатикратная чемпионка Молдавской ССР. Мастер спорта СССР (1963). Мастер ФИДЕ среди женщин (2000). Многократный призёр командных первенств СССР, обладательница золотой медали в личном зачёте (1964).
Выигрывала чемпионат Молдавской ССР по шахматам в 1959, 1960, 1961, 1962, 1963, 1964, 1965, 1967, 1968, 1970 и 1973 годах.

## Биография
Родилась в эвакуированной из Резины семье. Посещала шахматную секцию Кишинёвского Дворца пионеров. Работала на кишинёвском электромеханическом заводе, затем инженером на кишинёвском насосном заводе имени Г. И. Котовского. Побеждала на всех чемпионатах Молдавии, проведённых между 1959 и 1970 годами. В 1961 году стала победительницей чемпионата Молдавии среди женщин; на этом же турнире чемпионом среди мужчин стал её муж Илья Самуилович (Шмильевич) Мосионжик (род. 1934), впоследствии мастер спорта СССР (1966) и судья всесоюзной категории.
Участница финалов чемпионатов СССР 1958, 1964 и 1967 годов. В 1963 году стала победительницей проходившего в Кишинёве чемпионата Вооружённых сил СССР (от Одесского военного округа). В 1962—1971 годах в составе сборной Молдавии принимала участие в шести Первенствах СССР между командами союзных республик, на этих турнирах дважды становилась призёром в индивидуальном зачёте (серебряная медаль в 1962 году и бронзовая медаль в 1963 году). В 1964 году в составе сборной команды Вооружённых сил СССР получила бронзовую медаль в командном зачёте и золотую медаль в личном зачёте на командном кубке СССР (первенство СССР среди спортивных обществ).
В 1974 году поселилась в Туле, где учился её сын, с 2000 года в Москве. Выступала в турнирах ветеранов (в том числе на двух чемпионатах мира, 1999, 2000).

## Семья
- Брат — российский тренер по шахматам и педагог Александр Шлёмович Гойхенберг (1937, Резина — 2020, Петрозаводск)[12], директор Центральной специализированной детско-юношеской спортивной школы Олимпийского резерва в Петрозаводске, заслуженный работник физической культуры Российской Федерации (1995).
- Сын — предприниматель Александр Ильич Мосионжик (род. 1961), до 2013 года — председатель совета директоров инвестиционной группы «Нафта Москва».

## Галерея
- Полуфинал XIX первенства СССР среди женщин (Кишинёв, 1958): Б. Ш. Мосионжик (тогда Гойхенберг) сидит слева в первом ряду.